# Főnix-trón
Sablon:Infobox Korean nameA Főnix Trón (koreaiul: 어좌: eojwa) a mindenkori koreai uralkodók trónszéke, a Csoszon (1392-1897) és a Koreai Császárság (1897-1910) uralkodóinak trónusa.
A keleti kultúrákban is jelen lévő főnix (fenghuang) a király legfelsőbb hatalmát jelképezi. A főnix régóta kapcsolódik a koreai királyi családhoz - például a Kogurjói síremlékek falfestményein, a középső Gangseo halomsírban, ahol egy főnix festett képe látható.

## Történelem

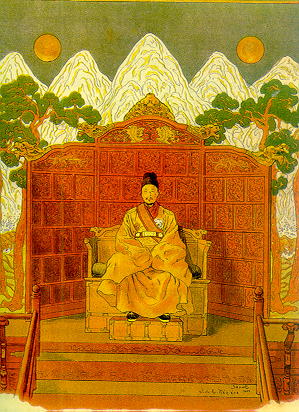
Kodzsong császár a trónon. Joseph de la Nezière litográfiája, 1903.

Az új uralkodó trónra lépésekor elvégzendő szertartások és maga a trón is fejlődött a koreai történelem során. 1399 és 1549 között tizenkét király közül hét a Kjongbokkung palota tróntermében (Geunjeong-jeon) lépett trónra. Jeongjong, Szedzsong, Dandzsong, Sedzso, Seongjong, Csungdzsong és Myeongjong.

## Retorikai használat
A szövegkörnyezettől függően a Főnix egy, a közelségre vagy megfeleltetésre való utalás, mint például az uralkodó cselekedeteire való hivatkozás: „a Főnix Trón cselekedetei”.
A Főnix trón Szinekdoché-ként is értelmezhető, szójáték egy szorosan kapcsolódó fogalomkör azonosításával, például,
- az egészre való utalás egy rész nevével, mint például a „Főnix-trón” a trónra lépés sorozatos jelképei és szertartásai esetében.

- " ... Yi Bang-won ... 1400-ban Taejong királyként lépett a Főnix trónra." 
- "1776- ban Sado herceg második fia Csongdzso királyként lépett a főnix trónra "

- általános utalásként, például a „Főnix Trón” jelképezi a királyságot:

- „... Thedzso Keszongban Csoszon első uralkodójaként ült fel a főnix trónra".

## Kapcsolódó szócikkek

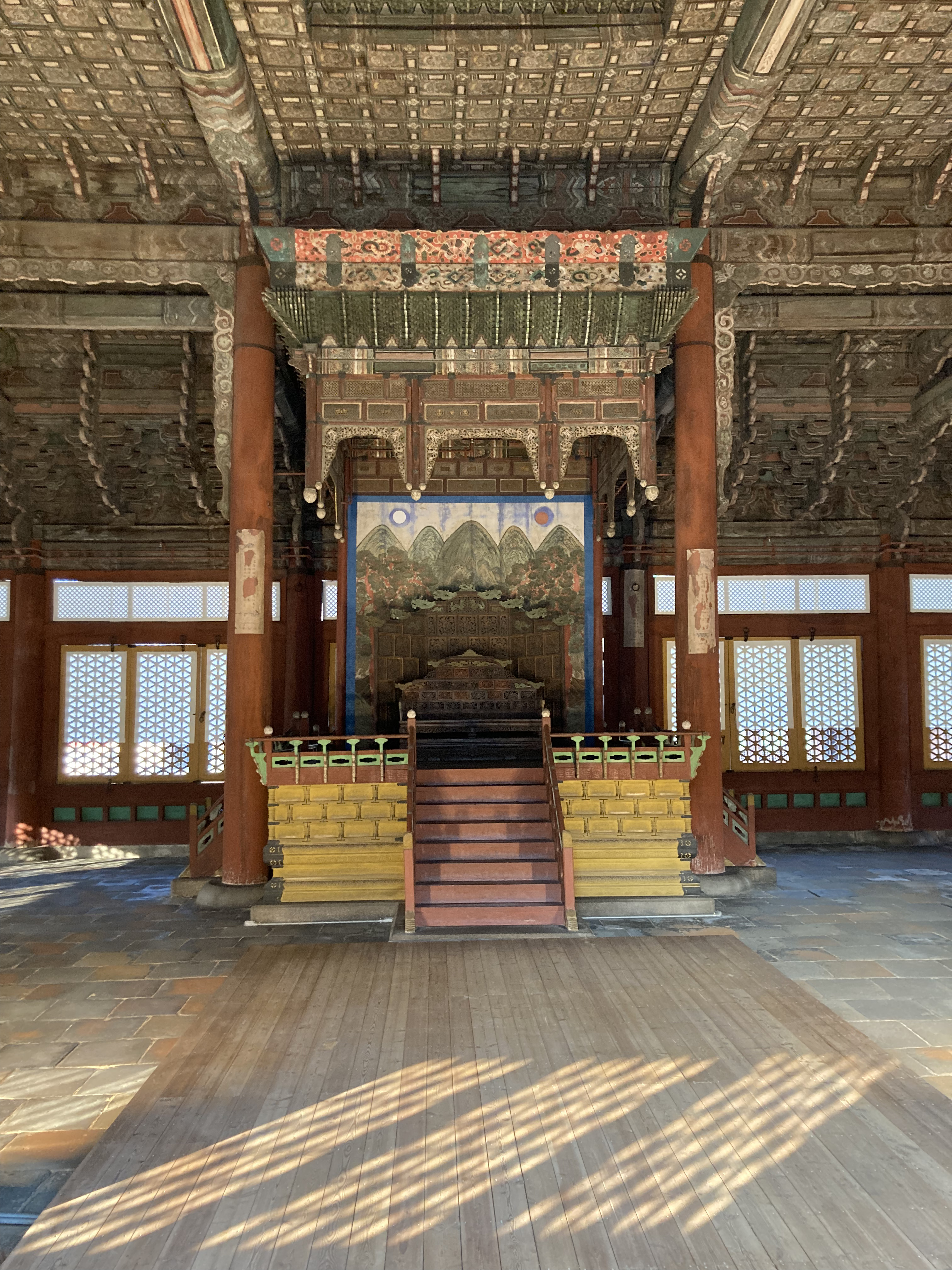
A főnix trón a Tokszugung palotában

## Internetes források (angolul)
- Gyeongbok palota
- Koreai Nemzeti Palota Múzeum
- Királyi Palota

## Fordítás
Ez a szócikk részben vagy egészben  a   Phoenix Throne című angol Wikipédia-szócikk ezen változatának fordításán alapul.  Az eredeti cikk szerkesztőit annak laptörténete sorolja fel. Ez a jelzés csupán a megfogalmazás eredetét és a szerzői jogokat jelzi, nem szolgál a cikkben szereplő információk forrásmegjelöléseként.